# Cytora hispida
Cytora hispida är en snäckart som beskrevs av Gardner 1967. Cytora hispida ingår i släktet Cytora och familjen Pupinidae. Inga underarter finns listade i Catalogue of Life.